# Mary Surratt
Mary Elizabeth Surratt Jenkins (Waterloo (Maryland), mei of juni 1823 - Washington D.C., 7 juli 1865) was een Amerikaanse pensionhouder, die tot de dood veroordeeld werd vanwege de samenzwering rondom de moord op Abraham Lincoln. Zij was de allereerste vrouw die in opdracht van de Amerikaanse overheid werd geëxecuteerd.

## Biografie
Op zeventienjarige leeftijd huwde Mary Jenkins met John Harrison Surratt. Nadat een brand hun huis had verwoest opende het echtpaar een herberg die tevens diende als hun woonhuis. Vijf jaar later had John Harrison Surrat grote schulden opgebouwd en was hij, door het uitbreken van de Amerikaanse Burgeroorlog, compleet geruïneerd. Uiteindelijk stierf hij in 1862. Na zijn dood keerde hun zoon John Surratt terug naar huis om zijn moeder in de herberg te helpen. Gedurende de oorlog groeide de taveerne uit tot een schuiladres voor geconfedereerden. In mei 1864 verhuurde Mary Surratt haar herberg aan John Lloyd en verhuisde ze met haar familie naar Washington D.C. waar ze een pension opende.
Tot de mensen die haar pension bezochten behoorden ook John Wilkes Booth en Lewis Powell. Booth had aanvankelijk het plan om president Abraham Lincoln te ontvoeren, maar na de val van de Geconfedereerde Staten besloot hij om Lincoln te vermoorden. Na de moord op Abraham Lincoln werd Mary Surratt opgepakt samen met onder andere Lewis Powell en George Atzerodt. Tijdens de rechtszaak claimde Mary Surratt dat ze onschuldig was, maar verschillende getuigen pleitten in haar tegendeel. Een van die getuigen waren haar huurder Louis Weichmann en John Lloyd. Deze laatste vertelde de rechters dat hij de opdracht had gekregen van Mary Surratt om geweren klaar te leggen voor Booth en Herold op de avond van de moord. Op 5 juli 1865 werd ze schuldig bevonden en veroordeeld tot de galg. Twee dagen later werd Mary Surratt samen met drie anderen geëxecuteerd.

## In moderne fictie
In de film The Day Lincoln Was Shot uit 1998 werd Mary Surratt geportretteerd door Nancy Robinette.
In de film The Conspirator van Robert Redford uit 2011 werd de rol van Mary Surratt gespeeld door actrice Robin Wright.